# 葡語系奧林匹克委員會總會
葡語系奧林匹克委員會總會（葡萄牙語：Associação dos Comités Olímpicos de Língua Oficial Portuguesa，簡稱葡語奧委會總會及ACOLOP）於2004年6月8日成立於里斯本，目的為加強各成員之間的團結，促進彼此之間的合作關係，並已獲得國際奧委會認可。
總會的創立實現了葡語社群的多年的夢想，並進一步加強了葡語社群之間的相互聯繫。為了真正地發揮聯誼作用，總會構思舉辦一個讓所有成員國家/地區都有機會參與的運動會，希望透過公平的體育競技，促進各國民族和諧，增進彼此友誼。舉辦運動會的目的不僅為了推動成員國的體育發展，同時葡語奧委會總會亦希望透過體育運動，推廣葡語地區的多元文化。

## 葡語奧委會總會成員

### 創會成員
- 安哥拉
- 巴西
- 中國澳門
- 莫桑比克
- 葡萄牙
- 聖多美和普林西比
- 东帝汶

### 創會非正式成員
- 赤道几内亚

### 非正式會員
- 印度
- 斯里蘭卡

### 準備加入
- 南非

## 葡語奧委會總會總部

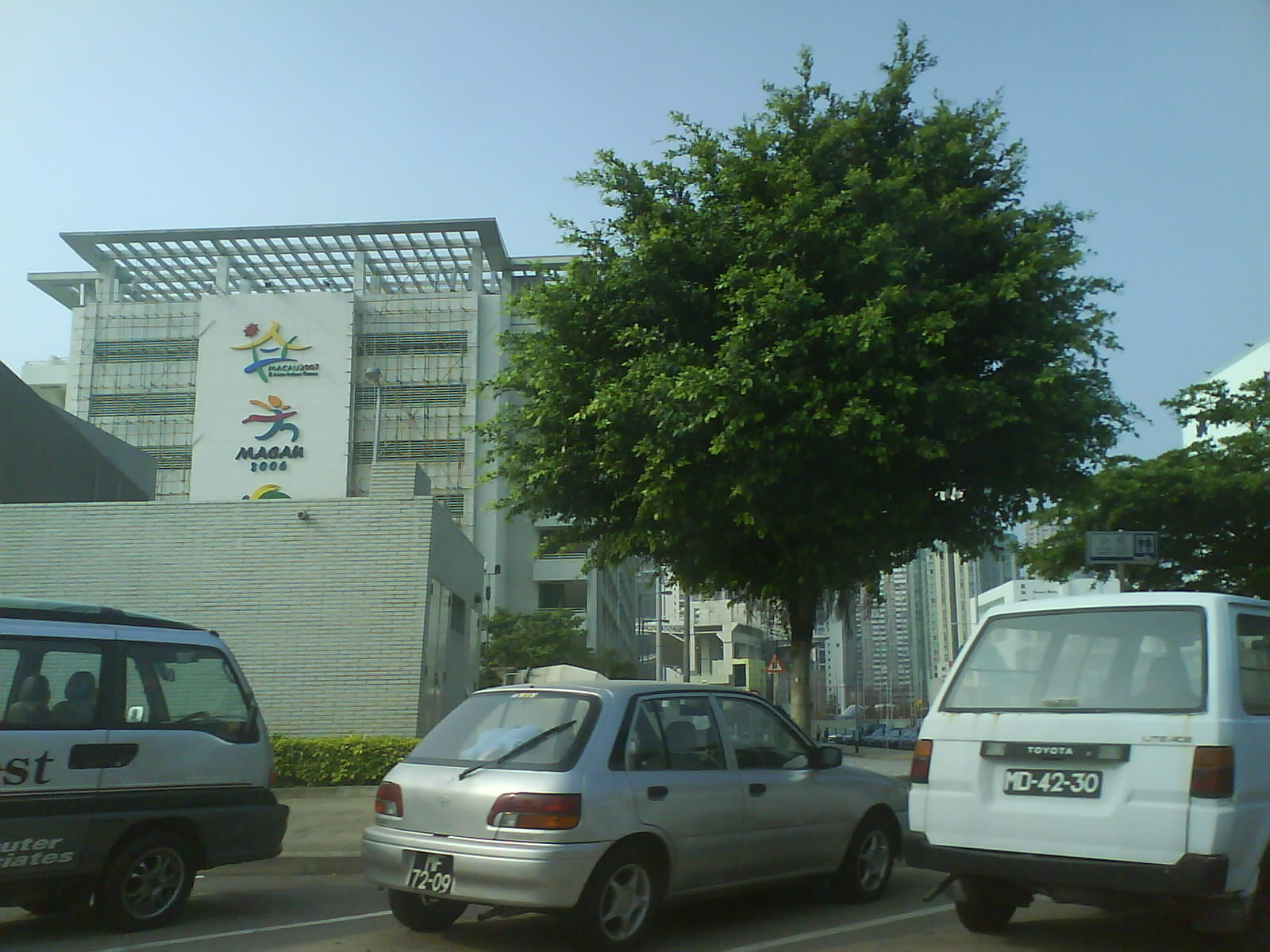
位於澳門運動場側的葡語奧委會總會總部大樓

由於成立初期沒有定出總部的位置，而當時的總會主席是葡萄牙奧林匹克委員會主席慕勒擔任，於是「臨時總部」設於里斯本。
2007年，主席由澳門奧林匹克委員會第一副主席蕭威利擔任，於是「臨時總部」隨著蕭威利的擔任而遷至澳門的前澳門葡語系運動會組委會總部作為臨時總部；同年3月，正式確立澳門為葡語奧委會總會總部。
2013年，隨著慕勒再度出任總會主席，總部已遷至里斯本。

## 使命
- 於各成員國及地區內宣揚奧林匹克的理念；
- 使各成員國及地區在平等、相互尊重和致力維護共同利益的理念基礎下合作；
- 鼓勵各成員國及地區在擁有各自目標的條件下進行相互交流，並在擁有共同目標的基礎下合作；
- 培訓體育人材和舉辦運動員集訓活動；
- 在國際奧林匹克委員會的協助下 , 推動奧林匹克的團結互助計劃；
- 促進奧運會團長階層之間的合作；
- 共同遞交競逐國際奧林匹克活動架構職務的候選名單； 在各成員國及地區宣揚奧林匹克的理念；

## 葡語奧委會總會組織會議
於2004年6月8日成立於里斯本；慕勒（葡萄牙奧委會主席）獲選為主席、蕭威利（澳門奧委會第一副主席）獲選為副主席、江聖生（安哥拉奧委會主席）獲選為秘書長而艾歷格裏（聖多美和普林西比奧委會主席）獲選為監事會主席。
列席組成總會的國家和地區包括：葡萄牙、中國澳門、安哥拉、莫桑比克、佛得角、巴西、東帝汶、聖多美和普林西比、幾內亞比紹以及非正式成員赤道幾內亞。組織會議中更決議澳門舉辦第一屆葡語系運動會—2006年葡語系運動會。

## 歷屆主席
| 年期          | 姓名             | 國籍     | 所屬之奧委會 | 備註                         |
| ------------- | ---------------- | -------- | ------------ | ---------------------------- |
| 2004年~2006年 | 若瑟·文森特·慕勒 | 葡萄牙   | 葡萄牙       |                              |
| 2006年~2008年 | 蕭威利           | 中國澳門 | 澳門         |                              |
| 2008年~2009年 | 若瑟·文森特·慕勒 | 葡萄牙   | 葡萄牙       | 蕭威利出缺而由第一副主席出任 |
| 2009年~2013年 | 黃有力           | 中國澳門 | 澳門         |                              |
| 2013年~至今   | 若瑟·文森特·慕勒 | 葡萄牙   | 葡萄牙       | 第三次出任葡語系奧委會主席   |

## 外部連結
- 葡語系奧林匹克委員會總會 （页面存档备份，存于）